# Atom Egoyan
Atom Egoyan (Kairó, 1960. július 19. – ) örmény származású kanadai filmrendező, producer, író, forgatókönyvíró, zeneszerző.

## Élete
Atom Egoyan 1960. július 19-én született Kairóban Joseph Egoyan és Shushan Devletian gyermekeként.
Egyetemi tanulmányait a Torinói Egyetem Bölcsészettudományi Karán végezte el.
1962-ben szülei Kanadába költöztek, így Egoyan itt nőtt fel. Első filmjét 1979-ben készítette el. 1982 óta a torinói Ego Film Arts igazgatója. 1984 óta rendez filmeket. 1997-ben vált ismertté az Eljövendő szép napok című filmjével.

## Filmográfia

### Rendezőként
| Év   | Magyar cím                  | Eredeti cím                                     | Feladatkör | Feladatkör | Feladatkör | Megjegyzések        |
| Év   | Magyar cím                  | Eredeti cím                                     | Rendező    | Író        | Producer   | Megjegyzések        |
| ---- | --------------------------- | ----------------------------------------------- | ---------- | ---------- | ---------- | ------------------- |
| 1984 | Közeli rokon                | Next of Kin                                     | Igen       | Igen       | Igen       | vágó                |
| 1987 | Családi mozi                | Family Viewing                                  | Igen       | Igen       | Igen       | vágó                |
| 1989 | Szöveges szerepek           | Speaking Parts                                  | Igen       | Igen       | Igen       |                     |
| 1991 | A kárbecslő                 | The Adjuster                                    | Igen       | Igen       | Igen       |                     |
| 1993 | Naptár                      | Calendar                                        | Igen       | Igen       | Igen       | vágó                |
| 1994 | Exotica                     | Exotica                                         | Igen       | Igen       | Igen       |                     |
| 1995 |                             | Curtis's Charm                                  | Nem        | Nem        | Vezető     |                     |
| 1997 | Eljövendő szép napok        | The Sweet Hereafter                             | Igen       | Igen       | Igen       |                     |
| 1998 |                             | Babyface                                        | Nem        | Nem        | Vezető     |                     |
| 1998 |                             | Jack & Jill                                     | Nem        | Nem        | Vezető     |                     |
| 1999 | Felícia utazása             | Felicia's Journey                               | Igen       | Igen       | Nem        |                     |
| 2000 |                             | Shirley Pimple in the John Wayne Temple of Doom | Nem        | Nem        | Igen       | társproducer        |
| 2002 | Ararát                      | Ararat                                          | Igen       | Igen       | Igen       |                     |
| 2003 | Mázli                       | Luck                                            | Nem        | Nem        | Vezető     | vezető társproducer |
| 2003 |                             | The Saddest Music in the World                  | Nem        | Nem        | Vezető     |                     |
| 2003 | Tuti terv                   | Foolproof                                       | Nem        | Nem        | Vezető     |                     |
| 2005 |                             | Sabah                                           | Nem        | Nem        | Vezető     |                     |
| 2005 | Az igazság fogságában       | Where the Truth Lies                            | Igen       | Igen       | Vezető     |                     |
| 2005 | Szócsövek                   | Mouth to Mouth                                  | Nem        | Nem        | Vezető     |                     |
| 2006 | Egyre távolabb              | Away from Her                                   | Nem        | Nem        | Vezető     |                     |
| 2008 | Imádat                      | Adoration                                       | Igen       | Igen       | Igen       |                     |
| 2009 | Chloe – A kísértés iskolája | Chloe                                           | Igen       | Nem        | Nem        |                     |
| 2013 | Ördöglakat                  | Devil's Knot                                    | Igen       | Nem        | Nem        |                     |
| 2014 | A fogoly                    | The Captive                                     | Igen       | Igen       | Igen       |                     |
| 2015 | Emlékezz!                   | Remember                                        | Igen       | Nem        | Nem        |                     |
| 2019 | A díszvendég                | Guest of Honour                                 | Igen       | Igen       | Igen       |                     |

## Díjai
- A mannheimi filmhét Arany Dukát-díja (1984)
- Alcan-díj (1987)
- moszkvai fesztiváldíj (1991)
- cannes-i kritikusok díja (1994)
- cannes-i különdíj (1997)
- vallodiolidi Arany Kalász-díj (1997)